# Dimitri Liénard
Pour les articles homonymes, voir Liénard.
Dimitri Liénard, né le 13 février 1988 à Belfort, est un footballeur français. Il évolue actuellement au poste de milieu de terrain ou de latéral gauche.
Natif du Territoire de Belfort, Dimitri Liénard débute dans le club local de l'ASM Belfort en CFA2 puis rejoint le FC Mulhouse avant d'être repéré par le RC Strasbourg. Il est sacré champion de National (3e division) puis de Ligue 2 et permet au club alsacien de remonter en Ligue 1 en 2017. 
Régulièrement titulaire, il remporte la Coupe de la Ligue en 2019, stabilise l'équipe en première division et devient l'un des joueurs préférés des supporters pour ses performances et sa personnalité jusqu'à devenir capitaine. Après dix saisons en Alsace, il quitte Strasbourg pour rejoindre le SC Bastia où il ne reste que six mois. En janvier 2024, il retrouve le club de sa région, le FC Sochaux-Montbéliard, où il avait évolué plus jeune.

## Biographie
Né de Sophie Bischoff, employée à la centrale laitière de Belfort et d’ascendance italienne, et de Gilles Liénard, qui quitte la famille alors qu’il n’a que quatre ans, Dimitri grandit avec le souvenir d’une absence paternelle qui le marque. Élevé par une mère courageuse et déterminée, il trouve du réconfort dans l’arrivée de Loulou, compagnon de vie de sa mère, qui assume pour lui le rôle paternel en lui apportant affection et soutien.
Durant sa jeunesse, Dimitri Liénard grandit dans le village d'Évette-Salbert et évolue au club de Sermamagny, alors dirigé par son beau pere Loulou Arnold, puis à l'ASM Belfort, club de sa ville natale, avant d'intégrer le centre de formation du FC Sochaux-Montbéliard à l'âge de douze ans.Privé de ses repères et placé en famille d’accueil loin de ses proches, l’adolescent décroche de ses études, se renferme et ne prend plus de plaisir sur le terrain. Un an et demi plus tard, il revient à la case départ en s’orientant vers un BEP de jardinier-paysagiste et renonce à devenir footballeur professionnel.
N'étant finalement pas retenu par le club, il quitte le FCSM à quinze ans et demi pour retourner à Sermamagny, y faisant ses débuts en Division d'Honneur, puis une nouvelle fois à l'ASM Belfort à l'âge de dix-huit ans.
Sous les couleurs belfortaines, Liénard fait ses débuts en CFA 2 lors de la saison 2009-2010, participant à la promotion de l'équipe qui termine parmi les meilleurs deuxièmes et intègre le CFA. En 2012, il rejoint le FC Mulhouse, évoluant dans la même division, et y réalise une saison notable lui permettant d'être élu meilleur joueur du club pour la saison 2012-2013.
Ses performances avec le FCM lui permettent de rejoindre le RC Strasbourg, tout juste promu en National, lors de l'été 2013 et d'obtenir un salaire de 2500 euros mensuel.
. 
Malgré une première saison difficile qui voit le club terminer dans les places relégables avant d'être repêché, il termine parmi les meilleurs buteurs du club avec huit réalisations à égalité avec David Ledy. Après une quatrième place la saison suivante, il remporte la troisième division avec le RCSA à l'issue de la saison 2015-2016 et découvre la Ligue 2 à l'occasion de la saison 2016-2017. 
Le 1er juin 2017, il annonce sa prolongation de deux ans au RCSA, dans son « club de cœur », malgré une petite polémique sur un possible départ. Il précise également qu'aucun club ayant un standing aussi élevé ne lui a fait de proposition, et qu'il est par ailleurs un supporter du club.
Il commence la Saison 2017-2018 de Ligue 1 comme un titulaire au sein de l'équipe strasbourgeoise. Au fil des matches, il se dresse comme le métronome de l'équipe, inscrivant cinq buts et délivrant cinq passes décisives. Il permettra à son équipe cette saison-là de se maintenir lors de l'avant-dernière journée en inscrivant le but de la victoire à la toute dernière seconde (90'+4) d'un coup franc en pleine lucarne. Sa saison 2018-2019 est ponctuée par une finale en Coupe de la Ligue, remportée par le Racing aux tirs au but. Strasbourg sort victorieux de cette séance où Dimitri Liénard aura marqué les esprits en réalisant une panenka.
Le 4 juin 2023, il signe au Sporting Club bastiais pour 2 saisons et une supplémentaire en option. 
Mais son aventure en Corse est de courte durée puisque son contrat est résilié, d'un commun accord le 16 novembre 2023.
Le 11 janvier 2024, il s'engage en faveur du FC Sochaux-Montbéliard jusqu'en juin 2025. Le 2 mai 2025, il annonce qu'il mettra fin à sa carrière à l'issue de la saison 2024-2025.

### Famille
Dimitri est marié avec Cindy et a deux fils, Léo et Nino.

## Statistiques
| Saison                | Club                   | Championnat           | Championnat | Championnat | Coupe nationale | Coupe nationale | Coupe de la Ligue | Coupe de la Ligue | Compétition(s) continentale(s) | Compétition(s) continentale(s) | Compétition(s) continentale(s) | Total | Total |
| Saison                | Club                   | Division              | M.          | B.          | M.              | B.              | M.                | B.                | Comp.                          | M.                             | B.                             | M.    | B.    |
| 2009-2010             | ASM Belfort            | CFA 2                 | 29          | 7           | 0               | 0               | -                 | -                 | -                              | -                              | -                              | 29    | 7     |
| 2010-2011             | ASM Belfort            | CFA                   | 31          | 4           | 0               | 0               | -                 | -                 | -                              | -                              | -                              | 31    | 4     |
| 2011-2012             | ASM Belfort            | CFA                   | 29          | 3           | 1               | 0               | -                 | -                 | -                              | -                              | -                              | 30    | 3     |
| Sous-total            | Sous-total             | Sous-total            | 89          | 14          | 1               | 0               | -                 | -                 | -                              | -                              | -                              | 90    | 14    |
| 2012-2013             | FC Mulhouse            | CFA                   | 34          | 6           | 5               | 2               | -                 | -                 | -                              | -                              | -                              | 39    | 8     |
| 2013-2014             | RC Strasbourg          | National              | 32          | 8           | 3               | 0               | -                 | -                 | -                              | -                              | -                              | 35    | 8     |
| 2014-2015             | RC Strasbourg          | National              | 31          | 5           | 4               | 3               | -                 | -                 | -                              | -                              | -                              | 35    | 8     |
| 2015-2016             | RC Strasbourg          | National              | 29          | 2           | 2               | 0               | -                 | -                 | -                              | -                              | -                              | 31    | 2     |
| 2016-2017             | RC Strasbourg          | Ligue 2               | 30          | 4           | 4               | 1               | 1                 | 0                 | -                              | -                              | -                              | 35    | 5     |
| 2017-2018             | RC Strasbourg          | Ligue 1               | 33          | 5           | 3               | 0               | 2                 | 0                 | -                              | -                              | -                              | 38    | 5     |
| 2018-2019             | RC Strasbourg          | Ligue 1               | 22          | 0           | 2               | 0               | 4                 | 1                 | -                              | -                              | -                              | 28    | 1     |
| 2019-2020             | RC Strasbourg          | Ligue 1               | 22          | 2           | 2               | 0               | 1                 | 0                 | C3                             | 5                              | 0                              | 30    | 2     |
| 2020-2021             | RC Strasbourg          | Ligue 1               | 34          | 2           | 1               | 0               | -                 | -                 | -                              | -                              | -                              | 35    | 2     |
| 2021-2022             | RC Strasbourg          | Ligue 1               | 33          | 2           | 2               | 0               | -                 | -                 | -                              | -                              | -                              | 35    | 2     |
| 2022-2023             | RC Strasbourg          | Ligue 1               | 28          | 0           | 1               | 0               | -                 | -                 | -                              | -                              | -                              | 29    | 0     |
| Sous-total            | Sous-total             | Sous-total            | 294         | 30          | 24              | 4               | 8                 | 1                 | -                              | 5                              | 0                              | 331   | 35    |
| 2023-2024             | SC Bastia              | Ligue 2               | 13          | 2           | -               | -               | -                 | -                 | -                              | -                              | -                              | 13    | 2     |
| 2023-2024             | FC Sochaux-Montbéliard | National              | 8           | 0           | 2               | 0               | -                 | -                 | -                              | -                              | -                              | 10    | 0     |
| 2024-2025             | FC Sochaux-Montbéliard | National              | 15          | 0           | -               | -               | -                 | -                 | -                              | -                              | -                              | 15    | 0     |
| Sous-total            | Sous-total             | Sous-total            | 23          | 0           | 2               | 0               | -                 | -                 | -                              | -                              | -                              | 25    | 0     |
| Total sur la carrière | Total sur la carrière  | Total sur la carrière | 453         | 52          | 32              | 6               | 8                 | 1                 | -                              | 5                              | 0                              | 498   | 59    |

## Palmarès
Sous les couleurs du Racing Club de Strasbourg Alsace, Liénard remporte le championnat de National en 2016 puis la Ligue 2 l'année suivante. 
Il remporte par la suite la Coupe de la Ligue en 2019.